# Шиманьская, Ангелика
Ангелика Шиманьская (пол. Angelika Szymańska; род. 16 октября 1999, Влоцлавек, Куявско-Поморское воеводство) — польская дзюдоистка, бронзовый призёр чемпионата мира 2024 года, бронзовый призёр чемпионата Европы 2023 года. 

## Биография
Ангелика Шиманьская борется в весовой категории до 63 килограммов и представляет Польшу на международной спортивной арене.
Шиманьская до 2016 года боролась в весовой категории до 57 килограммов. В 2015 году она заняла седьмое место на чемпионате Европы среди кадетов и пятое место на чемпионате мира среди кадетов.
В 2017 году она перешла в весовую категорию до 63 килограммов. В 2018 году завоевала серебряную медаль чемпионата Европы среди юниоров. В ноябре 2021 года вышла в финал чемпионата Европы среди молодёжи до 23 лет, уступив там Джоан Ван Лисхут. 
В сентябре 2023 года на турнире в Баку полька выиграла свой первый титул Большого шлема, одержав в финале победу над венгеркой Софи Озбаш.
В ноябре 2023 года, во французском Монпелье, на чемпионате Европы, Шиманьская в весовой категории до 63 кг стала обладателем бронзовой медали, в поединке за третье место победила венгерку Софи Озбаш.
Весной 2024 года на предолимпийском чемпионате мира, который состоялся в Объединённых Арабских Эмиратах, Шиманьская завоевала серебряную медаль, в финале она уступила спортсменке из Нидерландов Йоанне ван Лисхаут.